# NASCAR 07
NASCAR 07 es la décima entrega de la serie EA Sports NASCAR. Fue desarrollado por EA Tiburon y lanzado el 29 de septiembre de 2006 para PlayStation 2 y PlayStation Portable y el 14 de noviembre de 2006 para Xbox. Esta fue la última edición de "NASCAR" que se lanzó exclusivamente en consolas de sexta generación.
La portada del juego NTSC presenta a Elliott Sadler, conductor del M&M's #38 Ford Fusion. La región PAL portada del juego presenta Matt Kenseth's #17 DeWalt Power Tools Ford Fusion. Este juego es el primero desde NASCAR 2001 que no incluye un subtítulo en el nombre. El juego conserva las características de los compañeros de equipo introducidas en NASCAR 06: Total Team Control, pero no agrega ningún cambio importante en el juego. Sin embargo, los gráficos incluyen un efecto de desenfoque para intentar dar una mejor sensación de alta velocidad y el ritmo del juego se ha acelerado considerablemente. Este es también el segundo EA Sports Videojuego de NASCAR que aparece en un sistema portátil (el primero NASCAR 2000 para Game Boy Color). En PlayStation Portable, el juego se llama simplemente NASCAR. Este fue también el único juego de NASCAR en PlayStation Portable, y el último juego de NASCAR en Xbox.

## Nuevas funciones
El juego presenta atributos dinámicos del conductor y un sistema de atributos variables del conductor. Al realizar ciertos movimientos mientras corre, el jugador gana puntos de habilidad y llena un medidor de adrenalina que puede aumentar los atributos del conductor, pero otros movimientos pueden disminuir los puntos de habilidad y la adrenalina. El juego también introdujo una función RaceBreaker que permite a los jugadores ver los agujeros en la pista para ayudarse a abrirse camino entre el grupo.

## Recepción
NASCAR 07 recibió una respuesta mixta de los críticos tras su lanzamiento. Metacritic, que asigna calificaciones normalizado en el rango de 0 a 100, calculó una puntuación promedio de 72 sobre 100, lo que indica "revisiones mixtas o promedio", basándose en 26 revisiones de la versión de Xbox, 68 sobre 100 basado en 26 reseñas de la versión de PlayStation 2, y 66 sobre 100 según 13 reseñas de la versión de PSP. GameRankings le asignó una puntuación promedio del 71% según 23 reseñas para la versión de Xbox, 70% basado en 23 reseñas de la versión de PlayStation 2, y 69% basado en 13 reseñas de la versión de PSP.